# Гайчжоу
Гайчжо́у (кит. упр. 盖州, пиньинь Gàizhōu) — городской уезд городского округа Инкоу провинции Ляонин (КНР). Название городского уезда в переводе означает «область Гай».

## История
Во времена империи Тан в 668 году была учреждена должность правителя области Цзяньань (建安州). Во времена империи Ляо была учреждена область Чэньчжоу (辰州), власти которой разместились в бывшем административном центре области Цзяньань. Во времена империи Цзинь область Чэньчжоу была переименована в Гайчжоу. Во времена монгольской империи Юань был создан регион Гайчжоу (盖州路), власти которого по-прежнему размещались в Цзяньань. В 1269 году был образован уезд Цзяньань (建安县), но в 1271 году он был расформирован, а его земли перешли под непосредственное управление властей области Гайчжоу.
При империи Мин в 1371 году область Гайчжоу была преобразована в Гайчжоуский караул. При империи Цин в 1664 году он был преобразован в уезд Гайпин (盖平县) название которого было образовано из первых иероглифов слов «Гайчжоу» и «Пинго» (平郭, «ровное предместье»). Он подчинялся Фэнтяньской управе, которая в 1907 году была преобразована в провинцию Фэнтянь.
После образования КНР уезд вошёл в состав провинции Ляодун. В 1954 году провинции Ляодун и Ляоси были объединены в провинцию Ляонин, и уезд вошёл в состав Специального района Ляоян (辽阳专区). В ноябре 1958 года он перешёл под непосредственное управление властей города Инкоу. В 1965 году уезд Гайпин был переименован в Гайсянь (盖县). В июне 1966 года уезд Гайсянь был передан в состав Специального района Ляонань (辽南专区), но 26 декабря 1968 года специальный район Ляонань был расформирован, и уезд вернулся под юрисдикцию властей города Инкоу.
В 1992 году уезд Гайсянь был преобразован в городской округ Гайчжоу.

## Административное деление
Городской уезд Гайчжоу делится на 8 уличных комитетов, 16 посёлков и 3 волости.

## Соседние административные единицы
Городской уезд Гайчжоу на западе выходит к Бохайскому заливу Жёлтого моря и окружает район Баюйцюань, на северо-западе граничит с районом Лаобянь, на северо-востоке — с городским уездом Дашицяо, на северо-востоке — с городским округом Аньшань, на юге — с территорией города субпровинциального значения Далянь.